# Prinsbisdom Koerland

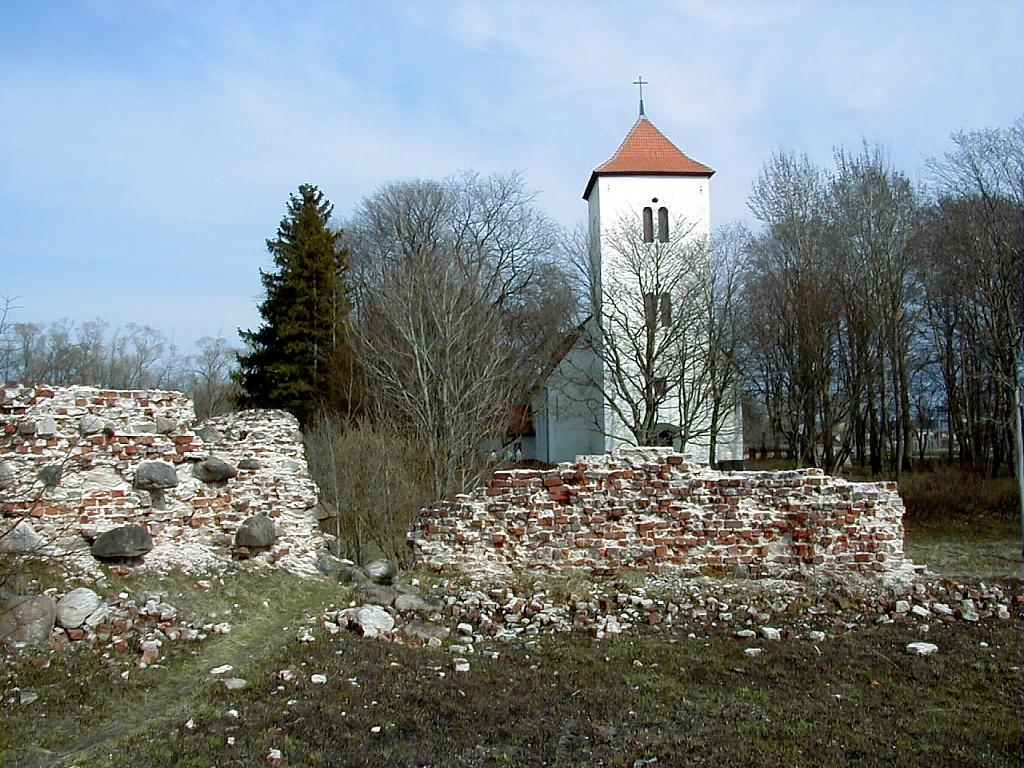
Ruïne van het bisschopskasteel in Piltene

Het bisdom Koerland (Latijn: Episcopatus curoniensis,  ook wel: bisdom Pilten) was een prinsbisdom opgericht in de nasleep van de Lijflandse Kruistocht. Tijdens de Lijflandse Oorlog kwam het bisdom in 1559 in het bezit van Denemarken, en werd in 1585 door Denemarken verkocht aan Polen-Litouwen.

## Geschiedenis
In de vroege middeleeuwen werd Koerland bewoond door de West-Baltische Koeren en de Lijven in het noorden. In 1230 sloot de Koerse koning Lammechinus een verdrag met de vice-legat Boudewijn van Aulne van paus Gregorius IX over de vrijwillige bekering van zijn volk tot het christendom. Hierbij zouden deze dezelfde rechten als de inwoners van Gotland verkrijgen.
In 1234 werd de dominicaanse monnik Engelbert benoemd tot eerste bisschop van Koerland (officieel opgericht op 11 februari 1232).
Na de verovering van Koerland door de Duitse Orde werd het land in 1245 in drie delen verdeeld: Duitse Orde, bisschop en domkapittel. In 1253 werd het grondgebied definitief verdeeld tussen het bisdom Koerland en de Lijflandse Orde.
Het bisdom werd in 1255 een suffragaan bisdom van het aartsbisdom Riga. Het bisschoppelijk grondgebied bestond uit drie delen. Alleen in Hasenpoth (Aizpute) en Pilten (Piltene) ontwikkelden zich kleine stedelijke centra. In Hasenpoth bevond zich de zetel van het domkapittel, terwijl de bisschop in zijn kasteel te Pilten woonde.
Na een zware nederlaag tegen de Samogitiërs in de Slag bij Durbe verliet bisschop Hendrik van Lützelburg in 1263 Koerland. De nieuwe bisschop Edmond van Werth kwam pas terug in zijn bisdom na de onderdrukking van de Koerse en Semgaalse opstanden in 1290.
In 1419 trad het prinsbisdom toe tot de Lijflandse Confederatie.
Tijdens de Lijflandse Oorlog (1558-1582) viel de Lijflandse Confederatie onder de toenemende druk van Rusland uiteen.
Johannes V van Münchhausen, bisschop van Koerland en Ösel-Wiek seculariseerde in 1555-1560 het bisdom en trad toe tot het lutheranisme. In 1559 verkocht hij zijn land voor 30.000 daalders aan koning Frederik II van Denemarken. De Deense koning gaf het grondgebied 20 mei 1560 aan zijn jongere broer Magnus van Holstein. Magnus werd in 1570 door Ivan IV van Rusland tot koning van Lijfland gekroond.
In 1577, na het verlies van Ivans gunst en het ontbreken van steun van zijn broer, riep Magnus de Lijflandse adel op zich te verenigen in de strijd tegen de buitenlandse bezetting. Hij werd aangevallen door Ivans troepen en gevangengenomen. Bij zijn vrijlating deed hij afstand van zijn koninklijke titel. Magnus accepteerde in 1578 de soevereiniteit van het Pools-Litouwse Gemenebest.
Magnus bracht de laatste zes jaar van zijn leven door op het kasteel van Pilten, waar hij stierf als pensionaris van de Poolse kroon. Hij had beloofd het land van het bisdom na zijn dood aan het hertogdom Koerland over te dragen, maar dit plan mislukte en pas veel later annexeerde Frederik Willem Kettler het gebied. Na Magnus' overlijden in 1583 voegde het Pools-Litouwse Gemenebest de gebieden bij het hertogdom Lijfland (woiwodschap Wenden), en Frederik II van Denemarken besloot 20 april 1585 bij het Verdrag van Kronenborg om zijn rechten van de erfenis te verkopen.